# Jamelia
Jamelia Niela Davis (født 11. januar 1981), bedst kendt som Jamelia, er en britisk sangerinde, sangskriver og model, der er mest fremtræden inden for R&B-genren. Hun har udgivet tre studiealbum, hver af dem har haft top 40-placeringer i hendes hjemland, som sammenlagt har affødt otte singler i top 10. Desuden har Jamelia vundet fire MOBO Awards, én Q Award og modtaget ni BRIT Award-nomineringer.
Jamelia slog igennem i 2003 med sit andet album, Thank You, der senere blev genudgivet over to omgange i 2004. Anden single fra albummet, "Superstar", som blev nummer #3 i Storbritannien, er hendes største internationale hit til dato. Sangen er skrevet af Remee og Cutfather & Joe, og blev oprindeligt udgivet af danske Christine Milton i starten af 2003. Andre singler fra Jamelias album var "Thank You" og "DJ", begge produceret af Soulshock i samarbejde med henholdsvis Peter Biker og Kenneth Karlin.

## Diskografi
- Drama (2000)
- Thank You (2003)
- Walk with Me (2006)